# Domingo Amoreti Ruiz
Domingo Amoreti Ruiz (Burgos, 1895-Burgos, 18 de febrero de 1949) fue un sacerdote y compositor español.
Fue maestro de capilla en la catedral de Burgos, director del Orfeón burgalés y profesor de solfeo en la Escuela Municipal de la misma ciudad. Murió el 18 de febrero de 1949 en su ciudad natal, después de un mes de grave enfermedad.
Fue profesor del compositor Carmelo Alonso Bernaola.
Compuso sobre todo música religiosa y armonizó melodías populares.